# Porosoma

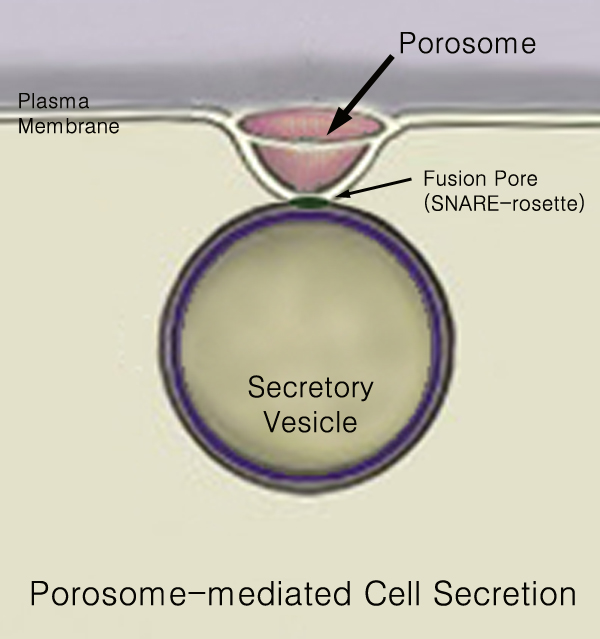

I porosomi sono strutture supramolecolari a forma di coppa nelle membrane cellulari delle cellule eucariotiche in cui le vescicole secretorie attraccano transitoriamente nel processo di fusione e secrezione delle vescicole. La fusione transitoria della membrana della vescicola secretoria alla base del porosoma attraverso le proteine SNARE, provoca la formazione di un poro di fusione o la continuità per il rilascio di contenuti intravesicolari dalla cellula. Una volta completata la secrezione, il poro di fusione temporaneamente formato alla base del porosoma viene sigillato. 
I porosomi hanno dimensioni di pochi nanometri e contengono molti tipi diversi di proteine, in particolare i canali del cloro e del calcio, l'actina e le proteine SNARE che mediano l'aggancio e la fusione delle vescicole con la membrana cellulare. Una volta che le vescicole si sono ancorate con le proteine SNARE, si gonfiano aumentando la loro pressione interna. Si fondono quindi transitoriamente alla base del porosoma e questi contenuti pressurizzati vengono espulsi dalla cellula. L'esame delle cellule dopo la secrezione mediante microscopia elettronica, ha dimostrato una maggiore presenza di vescicole parzialmente vuote dopo la secrezione. Ciò ha suggerito che durante il processo di secrezione, solo una parte del contenuto vescicolare è in grado di uscire dalla cellula. Ciò potrebbe essere possibile solo se la vescicola stabilisse temporaneamente la continuità con la membrana plasmatica cellulare, espellesse una parte del suo contenuto, quindi si staccasse, richiudesse e si ritirasse nel citosol (endocitosio). In questo modo, la vescicola secretoria potrebbe essere riutilizzata per i successivi cicli di eso-endocitosi, fino a completa svuotamento del suo contenuto.
I porosomi hanno dimensioni variabili a seconda del tipo di cellula, il porosoma nel pancreas esocrino e nelle cellule endocrine e neuroendocrine variano da 100 nm a 180 nm di diametro mentre nei neuroni vanno da 10 nm a 15 nm (circa 1/10 delle dimensioni dei porosomi pancreatici). Quando una vescicola secretoria contenente v-SNARE si aggancia alla base del porosoma contenente t-SNARE, si forma una continuità di membrana (complesso ad anello) tra i due. La dimensione del complesso t / v-SNARE è direttamente proporzionale alla dimensione della vescicola. Queste vescicole contengono proteine disidratate (non attive) che si attivano una volta idratate. Il GTP è necessario per il trasporto di acqua attraverso i canali idrici o le acquaporine e gli ioni attraverso i canali ionici per idratare la vescicola. Una volta che la vescicola si fonde alla base del porosoma, il contenuto della vescicola ad alta pressione viene espulso dalla cellula.
Generalmente i porosomi sono aperti e chiusi dall'actina, tuttavia i neuroni richiedono una risposta rapida, quindi hanno tappi centrali che si aprono per rilasciare i contenuti e si chiudono per fermare il rilascio (la composizione della spina centrale deve ancora essere scoperta).
È stato dimostrato che i porosomi sono il meccanismo di secrezione universale nelle cellule. Il proteoma del porosoma neuronale è stato risolto, fornendo la possibile architettura molecolare e la composizione completa del meccanismo. 

## Storia della scoperta
Il porosoma è stato scoperto all'inizio della metà degli anni '90 da un team guidato dal professor Bhanu Pratap Jena presso la Yale University School of Medicine, usando la microscopia a forza atomica.